# Siebzig verweht
Siebzig verweht ist der Titel eines fünfbändigen Tagebuchwerks von Ernst Jünger, das zwischen 1980 und 1997 erschien und die Zeitspanne von 1965 bis 1995 umfasst. Mit insgesamt 2534 Seiten zählen die Bände zu den umfangreichsten Alterswerken der deutschsprachigen Literatur und gelten als bedeutendes Zeugnis von Jüngers spätem Denken, Schreiben und Selbstinszenierung.

## Entstehung und Struktur
Die Reihe beginnt mit einem Eintrag vom 30. März 1965 – dem Tag nach Jüngers 70. Geburtstag – und endet mit einer Notiz aus dem Jahr 1995: „Die Handschrift ist noch präsentabel – ›ein alter Krieger zittert nicht‹“. Die Bücher erschienen in Jüngers letzter Schaffensphase, der letzte Band 1997 kurz vor seinem Tod.
Wie bereits bei Strahlungen handelt es sich auch bei Siebzig verweht nicht um bloße Tagebuchaufzeichnungen, sondern um literarisch gestaltete, kompositorisch durchdachte Texte. Jünger spricht von einem „Vexierbild“ aus Träumen, Briefen, Naturbeobachtungen, Essayistik und Reflexionen. Private Probleme wie den Selbstmord seines Sohnes Alexander oder einen lebensgefährlichen Zeckenbiss beim damals 98-Jährigen deutete er nur an.

## Themen und Stil

### Philosophischer Kosmos
Siebzig verweht verbindet zahlreiche Themen Jüngerscher Autorenschaft: Zeitdiagnosen, metaphysische Weltdeutungen, Naturbeschreibung, Selbstdeutung und Kriegserinnerung. Der Stil ist geprägt von platonischem Denken: Jünger strebt danach, hinter den Erscheinungen Urbilder zu erkennen und dem Sichtbaren einen höheren Sinn abzuringen.

### Reisen und Globalisierungskritik
Ein erheblicher Teil der ersten drei Bände besteht aus Reisetagebüchern. Jünger unternahm über 70, teils gesponserte Reisen ins Mittelmeergebiet, nach Asien und Afrika. Er beklagt dort den Verlust des Ursprünglichen und verurteilt die globalisierte Vereinheitlichung als „Verflachung“ des Menschlichen. Diese Beobachtungen sind oft durch literarische Vorbilder, Typologien und stereotype Zuschreibungen geprägt.
Anders als in seinen früheren Reisetagebüchern gibt er die geschlossene Form der Literarisierung einer einzelnen Reise auf; bis auf den Aufenthalt in Malaysia 1986, der auch gesondert unter Zwei Mal Halley erschien, fanden nun alle Reisen im Text des Alterstagebuchwerks Eingang.

### Erdrevolutionstheorie
Zentral ist Jüngers Entwicklung einer Theorie der „Erdrevolution“, einer von der Geologie und Paläontologie beeinflussten Vorstellung zyklischer Umwälzungen der Erde. Jünger sieht Umweltkatastrophen, Artensterben und Klimaveränderungen als Ausdruck eines überhistorischen Wandels, der sich der menschlichen Einflussnahme entzieht.

## Träume, Mythologie und Tod
Träume sind für Jünger ein Zugang zu tieferer Wirklichkeit. Sie gelten als Quelle von Bildern und Einsicht und werden als Verbindung zu den Toten und zu einem „tieferen Strom des Lebens“ beschrieben. Die Tagebücher enthalten viele Hinweise auf Jüngers Traumleben, darunter nächtliche Begegnungen mit Verstorbenen, sowie Reflexionen über Traum und Sehergabe.

## Briefe, Leserreaktionen und Selbstdeutung
Ein markantes Merkmal von Siebzig verweht ist die Integration von Briefen. Neben Korrespondenzen mit bedeutenden Figuren – u. a. Carl Schmitt, Martin Heidegger, Henri Plard oder Werner Best – finden sich auch Leserbriefe, Fanpost, Huldigungen und Kritiken. Diese Zitate dienen sowohl der Selbstdeutung als auch der Darstellung eines geistigen Kosmos.

## Arbeit am Vermächtnis
Ab den 1980er Jahren gewinnt die Selbstinszenierung als moralisch integre Figur zunehmend an Bedeutung. Jünger setzt sich mit seiner Rolle im Dritten Reich auseinander, verteidigt seine Pariser Zeit als Besatzungsoffizier und stilisiert sein Werk, insbesondere die Marmorklippen, als prophetische Warnung. Er bezieht sich auf Anerkennung durch Widerstandskreise und bemüht sich um historische Rehabilitierung.

## Literarische Technik
Wie in seinen früheren Tagebüchern wurden auch in Siebzig verweht die unmittelbaren Niederschriften von Erlebtem nachträglich bearbeitet und weiterentwickelt. Bisweilen sind unter einem einzigen Datum etliche, durch Asterisken getrennte Einträge versammelt, auch gibt es öfter monatelange Unterbrechungen. Insgesamt haben die Tagebücher aphoristischen Charakter, keine formale Klammer setzt die Stücke in einen bindenden Zusammenhang. Auch die auktoriale Identität ist aufgebrochen durch die Inklusion von Zuschriften von Lesern und Freunden.

## Rezeption
Die Rezeption von Siebzig verweht war ambivalent. Gelobt wurde der große intellektuelle und stilistische Anspruch, die metaphysische Tiefe und das umfassende Panorama. Kritiker monierten dagegen eine überzogene Egozentrik, Bildungsdünkel, politische Fragwürdigkeiten und rassistische Klischees. Dennoch gilt das Werk als bedeutendes Zeugnis einer einzigartigen Autorposition im 20. Jahrhundert.
Golo Mann schrieb über Ernst Jüngers Diaristik:
„Seine Tagebücher, reich und klug und oft schön, sind stilisierte Tagebücher, keine echten. [...] Seine Aphorismen sind nicht niedergeschriebene Gedanken, sondern geformte, geschliffene, mit geheimnisvollen Endsätzen versehene. Auch da gibt er sich so, wie kein Mensch ist.“

## Siebzig verweht I–V
- Siebzig verweht I (1965–1970, veröffentlicht 1980)
- Siebzig verweht II (1971–1980, veröffentlicht 1981)
- Siebzig verweht III (1981–1985, veröffentlicht 1993)
- Siebzig verweht IV (1986–1990, veröffentlicht 1995)
- Siebzig verweht V (1991–1995, veröffentlicht 1997)

### Primärtext
- Ernst Jünger: Siebzig verweht I–V, Klett-Cotta, Stuttgart 1998, ISBN 978-3-608-93457-1.

### Sekundärliteratur
- Thomas Assheuer: Paläontologie der Gegenwart. Ernst Jüngers Tagebücher ›Siebzig verweht‹ I–III. In: Hans-Harald Müller (Hg.): Ernst Jünger im 20. Jahrhundert. München 1995, S. 269–281.
- Barbara Hahn: „Von nun an wird die Welt aus Scherben zusammengesetzt“. In: Literaturmagazin 35 (1995), S. 148–161.
- Nils B. Schulz: „Die Ameisen werden uns überleben“: Zu Ernst Jüngers Tagebüchern ›Siebzig verweht‹ I–V. In: Scheidewege 39 (2009/2010), S. 125–135.
- Michael Rutschky: Rezension zu Siebzig verweht. In: Der Spiegel, 6. April 1981.
- Detlev Schöttker: Archive der Subjektivität. In: Ders. (Hg.): Adressat: Nachwelt. München 2008.
- Jan Robert Weber: Ästhetik der Entschleunigung. Ernst Jüngers Reisetagebücher, Matthes und Seitz, Berlin 2012, ISBN 978-3-88221-558-8
- Elisa Primavera-Lévy: Siebzig Verweht I–V, in: Ernst Jünger Handbuch, Metzler, Stuttgart 2014, S. 271–279. ISBN 978-3-476-02479-4